# Коэн, Дэнни
Дэнни Коэн (англ. Danny Cohen; род. 1963, Лондон, Великобритания) — английский кинооператор. Номинировался на премию «Оскар» за операторскую работу в фильме «Король говорит!».

## Биография
Его бабушка с дедушкой по материнской линии были немецкими евреями, которые бежали из Третьего рейха в 1933 году в Лондон, Великобритания. Учился в Университете Шеффилд Холлем, где получил степень по социальной науке. Обучался операторскому искусству на съёмках небольших документальных фильмов и рекламных роликов, где он выступал в качестве ассистента оператора. Дебютной операторской работой в полнометражном фильме стала картина 2000 года «Мёртвые жизни».
Является членом Британского общества кинооператоров с 2008 года.

## Фильмография

### Оператор фильмов
- 2020 — Евровидение: История огненной саги / Eurovision Song Contest: The Story of Fire Saga (реж. Дэвид Добкин)
- 2018 — Король воров / King of Thieves (реж. Джеймс Марш)
- 2017 — Неповиновение / Disobedience (реж. Себастьян Лелио)
- 2017 — Последний портрет / Final Portrait (реж. Стэнли Туччи)
- 2017 — Виктория и Абдул / Victoria and Abdul (реж. Стивен Фрирз)
- 2016 — Флоренс Фостер Дженкинс / Florence Foster Jenkins (реж. Стивен Фрирз)
- 2015 — Допинг / The Program (реж. Стивен Фрирз)
- 2015 — Девушка из Дании / The Danish Girl (реж. Том Хупер)
- 2015 — Комната / Room (реж. Ленни Абрахамсон)
- 2015 — Лондонская дорога / London Road (реж. Руфус Норрис)
- 2014 — X+Y / X+Y (реж. Морган Мэтьюз)
- 2012 — Отверженные / Les Misérables (реж. Том Хупер)
- 2011 — Агент Джонни Инглиш: Перезагрузка / Johnny English Reborn (реж. Оливер Паркер)
- 2010 — Король говорит! / The King’s Speech (реж. Том Хупер)
- 2009 — 1939 / Glorious 39 (реж. Стивен Поляков)
- 2009 — Рок-волна / The Boat That Rocked (реж. Ричард Кёртис)
- 2007 — Дворец Джо / Joe’s Palace (реж. Стивен Поляков)
- 2006 — Это Англия / This is England (реж. Шейн Медоуз)
- 2006 — Лонгфорд / Longford (реж. Том Хупер)
- 2005 — Последний палач / The Last Hangman (реж. Адриан Шерголд)
- 2004 — Ботинки мертвеца / Dead Man’s Shoes (реж. Шейн Медоуз)
- 2004 — Крип / Creep (реж. Кристофер Смит)
- 2002 — На 10 минут старше: Виолончель / Ten Minutes Older: The Cello (эпизод «О времени 2») (реж. Майк Фиггис)
- 2000 — Мёртвые жизни / Dead Babies (реж. Уильям Марш)

### Оператор сериалов
- 2018 — Чрезвычайно английский скандал / A Very English Scandal (реж. Стивен Фрирз)
- 2012 — Пустая корона / The Hollow Crown («Ричард II») (реж. Руперт Гулд)
- 2011 — Это Англия ’88 / This Is England '88 (реж. Шейн Медоуз)
- 2010 — Это Англия ’86 / This Is England '86 (первая и четвертая серия) (реж. Том Харпер и Шейн Медоуз)
- 2008 — Джон Адамс / John Adams («Не давите на меня» и «Воссоединение», совместно с Так Фудзимото) (реж. Том Хупер)
- 2005 — Убийство в пригороде / Murder in Suburbia (вторая и третья серии второго сезона) (реж. Роджер Голдби)
- 2005 — Натан Барли / Nathan Barley (6 серий) (реж. Кристофер Моррис)
- 2002 — Угроза / Menace (реж. Билл Иглз)

## Награды и номинации
- Номинировался на премию «Оскар» в 2011 году за операторскую работу в фильме «Король говорит!»[4]

- Премия BAFTA за лучшую операторскую работу
  - номинировался в 2011 году за фильм «Король говорит!»[5]
  - номинировался в 2013 году за фильм «Отверженные»[6]

- Премия Американского общества кинооператоров
  - номинировался в 2011 году за фильм «Король говорит!»[7]
  - номинировался в 2013 году за фильм «Отверженные»[7]

- Номинировался на премию Британского общества кинооператоров в 2012 году за фильм «Отверженные»[8]